# Goudurix
Goudurix is een stalen achtbaan gebouwd door de Nederlandse fabrikant Vekoma in het Franse attractiepark Parc Astérix.

## Geschiedenis
De achtbaan werd geopend op 30 april 1989 en was een van de belangrijkste publiekstrekkers en blikvangers tijdens de officiële opening van Parc Astérix. Tegenwoordig is de achtbaan echter gekend omwille van zijn ruwheid. Goudurix staat in het themagebied Les Vikings.
Goudurix was ten tijde van de opening de tweede achtbaan met zeven inversies en de eerste in Europa. Dit Europese record werd behouden totdat in 1995 de acht inversies tellende Dragon Khan opende in het Spaanse pretpark PortAventura.
In 2007 werd het station van Goudurix thematisch vormgegeven als Vikingschip.
in 2025 werden er nieuwe treinen op de baan gezet, wat ervoor zorgde dat de veiligheidsbeugel verder weg is van de inzittenden en dat men op zijn plek wordt gehouden door een rubberen plaat.

## Naamgeving
De naam Goudurix is afgeleid van "Goût du risque" (de smaak van gevaar).. Goudurix is het hippe neefje van Heroïx en komt uit Lutetia (Parijs). Hij speelt een belangrijke rol in het stripverhaal Asterix en de Noormannen en de film Asterix en de Vikingen. In de Nederlandstalige versie heet hij Hippix.

## Diverse
De zeven inversies bestaan uit één looping, één butterfly (2 inversies), één batwing (2 inversies) en twee kurkentrekkers. De hoogte van de eerste afdaling bedraagt 33 meter.
- Video van de baanlay-out in 2012

Afbeeldingen · Lijst van attracties